# Antheraea larissa
Antheraea larissa är en fjärilsart som beskrevs av John Obadiah Westwood 1847. Antheraea larissa ingår i släktet Antheraea och familjen påfågelsspinnare. Inga underarter finns listade i Catalogue of Life.